# Trofeul Carpați (handbal feminin) - Ediția a 11-a
Competiția din 1970 reprezintă a unsprezecea ediție a Trofeului Carpați la handbal feminin pentru senioare, turneu amical organizat anual de Federația Română de Handbal începând din 1959. Ediția din 1970, la care au luat parte opt echipe, a fost găzduită de orașul Timișoara și s-a defășurat între 15-19 noiembrie 1970. Câștigătoarea turneului din 1970 a fost selecționata Republicii Democrate Germane.
Competiția s-a desfășurat în două serii, cu semifinale și finală.

## Echipe participante

### România
România a fost reprezentată de două selecționate naționale.

### Cehoslovacia
Cehoslovacia a fost reprezentată de selecționata națională.

### Republica Democrată Germană
Republica Democrată Germană a fost reprezentată de selecționata națională.

### Iugoslavia
Iugoslavia a fost reprezentată de selecționata națională.

### Polonia
Polonia a fost reprezentată de selecționata națională.

### Ungaria
Ungaria a fost reprezentată de selecționata națională.

### Uniunea Sovietică
Uniunea Sovietică a fost reprezentată de selecționata națională.

## Clasament și statistici
Ediția a unsprezecea a Trofeului Carpați la handbal feminin a fost câștigată de selecționata Republicii Democrate Germane.

### Clasamentul final
|   | RDG             |
|   | România         |
|   | Ungaria         |
| 4 | Cehoslovacia    |
| 5 | URSS            |
| 6 | Iugoslavia      |
| 7 | România-tineret |
| 8 | Polonia         |